# La Distinction (revue)
Pour les articles homonymes, voir La Distinction (homonymie).
 (novembre 2022).
Si vous disposez d'ouvrages ou d'articles de référence ou si vous connaissez des sites web de qualité traitant du thème abordé ici, merci de compléter l'article en donnant les références utiles à sa vérifiabilité et en les liant à la section « Notes et références ».
La Distinction est une revue satirique publiée à Lausanne et fondée en 1987.

## Description
Liée à la librairie lausannoise, Basta !, la revue paraît cinq fois par an (six fois par an jusqu'au numéro 113, juillet 2006) et comporte de 8 à 12 pages de 42 cm.
Le sous-titre est Revue de critique sociale, politique, littéraire, artistique, culturelle et culinaire. Et aussi : « Strč prst skrz krk ! »
Le contenu est formé essentiellement de critiques littéraires, ainsi que de critiques des médias et de l'actualité politique de Suisse romande. Cependant dans chaque numéro une des critiques concerne un livre imaginaire (ou « apocryphe »).
De nombreuses rubriques sont permanentes, dont le courrier des lecteurs, Les élus lus, une bande dessinée, un mots croisés, un feuilleton.
Le roman-feuilleton intitulé Walther Not : Le calme plat occupe généralement la dernière page, il atteint son 84e épisode en septembre 2023. L'intrigue se déroule en 1937 à Lausanne et aux alentours. Un inspecteur de police enquête sur le meurtre d'un espion soviétique.

## Activité éditrice

### Livres
- Actes du Premier Symposium international abrégé de Chessexologie, 1988, 80 p. — En référence à l'écrivain suisse Jacques Chessex.
- L'État de Vaud existera-t-il encore en l'an 2000 ? : actes du colloque multimédia et métadisciplinaire du 11 mai 1995, (Centre de recherches périphériscopiques ; 20), (Bibliothèque des distinctions ; 4), Lausanne, Institut pour la promotion de la distinction ; Oleyres, Centre de recherches périphériscopiques, 1995, 100 p.
- Henry Meyer, Sur le banc devant la maison, femme..., Lausanne, Institut pour la promotion de la distinction ; Oleyres, Centre de recherches périphériscopiques, 1997, 143 p. — Courtes bandes dessinées et textes proposant des variations sur les lignes de Charles-Ferdinand Ramuz qui figurent en introduction au livret de famille vaudois de 1941 à 2004[2]. Le texte de Ramuz commence par les mots « Viens te mettre à côté de moi sur le banc devant la maison, femme ... »
- Daniel Rausis ... et al., Les 50 œuvres qui comptent en Suisse romande : critique, La Distinction, Fribourg, Faim de siècle ; Genève, Cousu mouche, 2008, 205 p.  (ISBN 9782940295241) — Recueil d'articles parus entre 1990 et 2007, critiques de livres imaginaires publiées dans la revue, toutefois un article concerne une œuvre authentique.

### Brochures
La Distinction a édité des parodies de divers organes de presse suisses, reprenant une partie de leur graphisme : Zéro absolu (2005, 20 minutes), Consternation (2003, Coopération et Construire), L'ibido (2002, L'Hebdo), Le SimiliBlick (2001, Blick), La Nouvelle Distinction (1994, La Nouvelle Revue, mensuel du parti radical-démocratique vaudois), Distinction Publique (1992, Domaine public).
En 2008, la revue a honoré à sa manière l'inauguration du Métro de Lausanne M2 (Ouchy—Épalinges) : Lausanne en construction, Vive le métro de Moscouchy !

## Prix annuel
La Distinction attribue le grand prix du maire de Champignac, distinguant la citation authentique la plus farfelue de l'année écoulée, trouvée en général dans les médias romands (ce sont les lecteurs qui votent sur la base d'un grand nombre de propositions). Le règlement parle de « fleuron d'art oratoire ».